# Fitopatologo
Il fitopatologo è un laureato o diplomato in scienze agrarie o scienze biologiche [statuto Ordine Nazionale dei Biologi] che si occupa dello studio e della cura delle malattie delle piante naturali e coltivate. 
Egli si occupa delle malattie delle piante provocate da agenti parassiti animali e vegetali e da agenti patogeni fungini, batterici, virali ecc. e delle cosiddette fisiopatie, cioè le alterazioni delle piante dovute a inquinamento, fattori climatici, pedologici e o nutrizionali. 
È in grado di effettuare diagnosi corrette, interventi preventivi e curativi nel rispetto dell'ambiente e della salute animale e umana, di identificare quei fattori che limitano la produttività vegetale e di programmare interventi per il controllo delle avversità delle piante.
Il fitopatologo, inoltre, come laureato in agraria o biologia, studia le caratteristiche biologiche degli agenti patogeni e dei parassiti delle piante e stabilisce la soglia economica minima di intervento.
Possiede una profonda conoscenza della biologia della pianta, dell'agronomia e delle tecniche di produzione dei vegetali, della patologia vegetale, della fitoiatria, dell'entomologia, della nematologia, della parassitologia vegetale, dell'economia agraria, delle tecniche diagnostiche tradizionali e innovative e dei mezzi di difesa maggiormente efficaci e rispettosi dell'ambiente.
Il ruolo di fitopatologo è svolto o da ricercatori inseriti all'interno dei dipartimenti universitari nelle facoltà di agraria e biologia, istituti botanici, come anche in orti botanici, o anche come tecnici e dirigenti nei Servizi fitosanitari regionali, o nei servizi parchi e giardini comunali o nei servizi dogana aeroportuali e portuali.